# پدرو نونو
پدرو نونو (انگلیسی: Pedro Nuno؛ زادهٔ ۱۳ ژانویهٔ ۱۹۹۵) بازیکن فوتبال اهل پرتغال است.
از باشگاه‌هایی که در آن بازی کرده‌است می‌توان به باشگاه فوتبال آکادمیکا اشاره کرد.